# Caza Jedi
El Caza Estelar Jedi, también llamado Caza jedi o jedi Starfighter o El Delta-7 Jedi Starfighter era un vehículo utilizado por la Orden Jedi, que fue modificado por la inteligencia Jedi cuando los separatistas formaron la confederación independiente de sistemas y ya casi era inminente la guerra, el prototipo fue probado por la maestra Adi Gallia semanas antes del ataque de los clones en una operación en el sistema Khartakk contra la Federación de Comercio. Esta nave llevaba armas como cañones laser, descargas de energía y ondas choque de sonido. La nave permitía viajar de un sistema planetario a otro para completar misiones a su piloto Jedi con un droide astromecánico. Fue utilizado de manera formal por Obi-Wan Kenobi en su investigación del intento de asesinato de la senadora Padmé Amidala, durante la incursión a Geonosis dirigida por el maestro Mace Windu.
El tipo de nave que elige Obi-Wan Kenobi para su viaje en Kamino es una de las personalizadas Delta-7 Aethersprite, interceptor liviano del templo Jedi. La versión Jedi de esta ultraliviana nave de ataque, cuenta con un androide navegador conectado a la nave. Posee además una excelente protección de disparos y está equipada con dos cañones láser duales.
Luego, con el tiempo de las Guerras Clon fue reemplazada por la pequeña interceptora Eta-2 Actis, la más avanzada astronave piloteada por un piloto Jedi. Mucho más pequeña y liviana que sus predecesoras, se presenta con complejos instrumentos de vuelo, sensores y escudos. Estas fueron usadas por Anakin Skywalker y Obi-Wan Kenobi en el rescate del Canciller Palpatine en la Batalla de Coruscant.
Se puede pilotar en el juego arcade Star Wars: Jedi Starfighter, y también aparece en el juego arcade 3D 
Star Wars: Galactic Battlegrounds: Clone Campaigns. Ambos fueron publicados en 2002.
- Datos: Q8815872